# FN FAL
FN FAL (Fusil Automatique Leger - lahka avtomatska puška) je bila ena izmed najbolj znanih in razširjenih pušk v 20. stoletju.
Puško FN FAL je uporabljalo več kot 70 držav ter so jo proizvajali v več kot 10 državah.
Prvi prototip je bil izdelan leta 1947.